# Agrypon variegatum
Agrypon variegatum är en stekelart som först beskrevs av Szepligeti 1899.  Agrypon variegatum ingår i släktet Agrypon och familjen brokparasitsteklar. Inga underarter finns listade i Catalogue of Life.